# Edoardo Avalle
Edoardo Avalle (Alessandria, 27 settembre 1905 – Merate, 20 settembre 1999) è stato un calciatore italiano, di ruolo centrocampista.

## Caratteristiche tecniche
Era un giocatore eclettico schierato principalmente come mediano che fu spesso chiamato a ricoprire altri ruoli a centrocampo e in attacco.

## Carriera

### Club
Esordì in campionato con la maglia dell'Alessandria diciottenne nella stagione 1923-1924 e con i grigi piemontesi visse la quasi totalità della sua carriera da calciatore. Vinse una Coppa CONI nel 1927 e sfiorò la vittoria di uno scudetto nel campionato 1927-1928.
Con 270 gare ufficiali disputate (261 nei campionati, 9 in Coppa CONI) è ancora oggi il quarto calciatore più presente in maglia grigia dopo Antonio Colombo, il compagno di squadra Renato Cattaneo e Mario Pietruzzi.
Chiuse la carriera dopo una breve esperienza alla Sampierdarenese, nel 1934-1935. Vanta un totale di 278 presenze e 32 gol nel massimo campionato (167 presenze e 17 gol dopo l'istituzione della Serie A).

### Nazionale
Convocato in alcune occasioni in Nazionale, non esordì mai in prima squadra, disputando comunque 8 gare da titolare con la formazione cadetta; il debutto risale al 7 aprile 1929, in un'amichevole vinta per 4-1 contro la Grecia.

## Palmarès

### Allenatore

#### Club

##### Competizioni nazionali
- Coppa CONI: 1

Alessandria: 1927